# Anyone’s Daughter
Anyone’s Daughter, heutige Eigenschreibweise anyone’s daughter, ist eine deutsche Rockband. In ihrer ersten Inkarnation während der späten 1970er und 1980er Jahre zählte sie zu den Bands der deutschen Progressive-Rock-Szene. Seit ihrer Wiedervereinigung 2000 geht die musikalische Ausrichtung der Band in die Richtung Pop-Rock, teilweise unter Verwendung der in den früheren Werken etablierten Stilmittel.

## Geschichte
1972 wurde Anyone’s Daughter von Uwe Karpa und Matthias Ulmer in Stuttgart gegründet. Die Band benannte sich nach einem Songtitel von Deep Purple. Einem größeren Publikum wurde die Band mit ihrem ersten Album Adonis zugänglich, das 1979 erschien.
Die frühen Alben der Band um Frontmann Harald Bareth sind stilistisch in einem symphonischen und bisweilen lyrischen Progressive Rock gehalten, wie er in der ersten Hälfte der 1970er Jahre von britischen Bands wie Genesis oder Yes geprägt wurde. Die ersten beiden Alben enthalten zudem noch englischsprachigen Gesang. Adonis umfasst vier Stücke, darunter das Titelstück mit einer Spiellänge von 24 Minuten – im Progressive Rock ein durchaus übliches Songformat. Der Nachfolger Anyone’s Daughter hingegen besteht aus acht kürzer gehaltenen Stücken. Bekannt geworden ist der Song Moria.
Die folgenden Alben waren mit deutschen Texten versehen, behielten die stilistische Ausrichtung zunächst aber weitgehend bei. Mit Piktors Verwandlungen veröffentlichte die Band 1981 eine Vertonung des gleichnamigen Märchens von Hermann Hesse, die bereits seit vier Jahren das Herzstück der Konzerte der Band bildete. Die musikalische Umsetzung ist als Wechselspiel zwischen Erzählpassagen mit leichter Untermalung, vorgetragen von Harald Bareth, sowie kurzen Instrumentalstücken im gewohnten symphonischen Stil gehalten. Auf dem folgenden Album In Blau tritt gegenüber dem symphonischen Stil der poetisch-lyrische Charakter der Stücke stärker in den Vordergrund. Mit Tanz und Tod ist eine dreiteilige Verarbeitung des Motivs Tod enthalten.
Mit Neue Sterne versuchte man, an den Erfolg der Neuen Deutschen Welle anzuknüpfen. Allerdings kam es schon kurze Zeit später zur Auflösung der Band. Nach einer kurzen Wiedervereinigung in neuer Besetzung und einer weiteren Veröffentlichung löste man sich im Jahr 1986 erneut auf.
2000 kam es zur Wiedervereinigung der Band um Ulmer und Karpa, die sich in der Zwischenzeit in anderen Projekten betätigt hatten. Ulmer hatte unter anderem für Heinz-Rudolf Kunze gespielt, aus dessen Band der Bassist Raoul Walton übernommen werden konnte. Gegenüber den frühen Werken präsentiert sich die Band stilistisch deutlich gewandelt – die Stücke sind nun an zeitgemäßen Pop-Rock angelehnt. Der amerikanische Sänger André Carswell wurde als jüngstes Bandmitglied aufgenommen. Sein englischsprachiger, am Soul orientierter Gesang trägt zur stilistischen Neuorientierung der Band bei. Jedoch enthalten die neueren Kompositionen auch Elemente, die an die früheren Werke der Band erinnern, etwa die schnellen Gitarren- und Keyboardläufe sowie Stakkato-Passagen. Seither tritt die Band auch wieder live auf, entweder in Trio-Besetzung mit Gesang, Gitarre und Keyboard, oder auch wie bei der CD-Präsentation von Living the Future am 26. April 2018 in voller Bandbesetzung. Einziges verbliebenes Mitglied der „Urbesetzung“ ist Matthias Ulmer.
Am 6. März 2020 veröffentlichte die Band die Single One World for You and Me, bei dem mehrsprachigen Lied sind Heinz Rudolf Kunze, Tayfun Ünlü, Mick Jackson, Dani Suara sowie John Vooijs und Matthias Ulmer zu hören.

## Diskografie
- Bis 1979 im Liveprogramm, derzeit noch unveröffentlicht: Beyond the Limits of Eternity, La Dance, Red Rose Jamaica
- 1979: Adonis
- 1980: Anyone’s Daughter
- 1981: Piktors Verwandlungen
- 1982: In Blau
- 1983: Neue Sterne
- 1984: Live
- 1986: Last Tracks
- 2001: Danger World
- 2001: Requested Document Live 1980–1983
- 2003: Requested Document Live 1980–1983 Vol. 2
- 2004: Wrong
- 2006: Trio Tour
- 2011: Calw Live (mit Heinz Rudolf Kunze)
- 2018: Living the Future (featuring John Vooijs, Mick Jackson)

## Sonstiges
- Ex-Sänger und -Bassist Harald Bareth arbeitet heute als Chefarzt der radiologischen Abteilung am Kreiskrankenhaus Schorndorf bei Stuttgart.
- 2002 spielte die Band, wie auch Steppenwolf um den deutschstämmigen Sänger John Kay, in Calw beim Festival zu Ehren von Hermann Hesse. Piktors Verwandlungen wurde nach fast zwei Jahrzehnten zum ersten Mal wieder live aufgeführt. Heinz-Rudolf Kunze wirkte dabei als Erzähler mit.